# Conchita Barrecheguren
Maria de la Concepción Barrecheguren García, surnomée Conchita, communément appelée Conchita Barrecheguren, née le 27 novembre 1905 à Grenade et morte le 13 mai 1927 dans la même ville, est une jeune femme espagnole, vénérée comme bienheureuse par l'Église catholique. Elle est fêtée le 13 mai.

## Biographie
Conchita Barrecheguren naît le 27 novembre 1905 à Grenade. Elle est l'unique fille de Francisco Barrecheguren et Concha García, qui proviennent tous deux de famille aisée et pratiquante. Dès son plus jeune âge, Conchita manifeste des problèmes de santé, au point qu'il est préférable de ne pas la mettre à l'école. En plus de son instruction, son père lui transmet une foi fervente et une bonne formation catéchétique, ce qui lui permet de faire sa première communion.
Conchita souhaite depuis son enfance embrassée la vie religieuse, et plus particulièrement la vie du Carmel. Toutefois, les maladies successives semblent être un obstacle à son projet. En 1917, on lui diagnostique une inflammation intestinale, qui lui provoque de grosses douleurs et lui impose un régime alimentaire particulier. Conchita accueille ces événements avec patience, y trouvant la l'occasion de s'offrir à Dieu. Dans son journal, elle écrit qu'elle est même prête à accueillir de nouvelles souffrances, si c'est pour sauver des âmes.

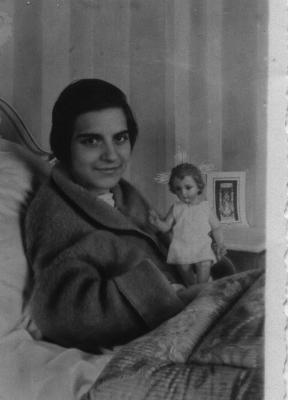
Conchita dans son lit avec une statue de l'Enfant-Jésus.

En 1924, Conchita est touchée par une grave maladie mentale, héritée de sa mère. Après une série se soins, elle est finalement placée dans une maison de santé. Malgré la maladie, elle cultive sa foi chrétienne, la partage avec les autres malades, et entreprend parfois des pèlerinages, notamment à Lisieux auprès de sainte Thérèse de l'Enfant-Jésus. Elle ne prie pas pour sa guérison, mais pour obtenir de la force pour persévérer dans la souffrance. Conchita aime particulièrement sainte Thérèse, et s'efforce de mettre en pratique sa petite voie.
Les derniers mois de la vie de Conchita sont marqués par sa dépendance totale aux soignants. On sait comment lui faire plaisir : lui apporter la communion. Ceux qui côtoient Conchita sont touchés par sa joie et sa patience. 
Elle meurt le 13 mai 1927, à l'âge de 22 ans. Depuis 2009, elle repose dans le Sanctuaire Nuestra Señora del Perpetuo Socorro à Grenade.

### Reconnaissance par l'Église catholique

#### L'héroïcité de ses vertus
En 1938, une enquête est diligentée par le diocèse pour récolter écrits et témoignages sur sa vie. Celle-ci est ensuite envoyée à Rome afin d'y être étudiée par la Congrégation pour la cause des saints. 
Le 5 mai 2020, le pape François reconnaît l'héroïcité des vertus de Conchita Barrecheguren et lui attribue le titre de vénérable (le même jour, son père Francisco Barrecheguren est lui aussi déclaré vénérable).

#### Béatification
En vue de la béatification de Conchita, il est soumis à la Congrégation pour la cause des Saints le cas d'une  petite fille de deux ans hospitalisée à l'hôpital général universitaire d'Alicante (es) le 4 mars 2014. En raison d'un choc toxique celle-ci est placée sous ventilation mécanique. Son pronostic vital est engagé, un décès à court terme est prognostiqué par les médecins. Le 5 mars 2014, Conchita est invoquée par sa famille et des religieuses pour la guérison de l'enfant et une neuvaine est commencée. Une médaille de Conchita est placée dans la peluche placée à côté de l'enfant. Contre toute attente son état de santé commence à s'améliorer. Le 25 mars 2014, la fillette est extubée (arrêt de la ventilation mécanique) et le 14 avril elle autorisée à quitter l'hôpital.
La Congrégation pour les Causes des Saints détermine un lien causal entre l'invocation de Conchita et le rétablissement de l'enfant et soumet son cas au pape. Le 21 mai 2022, le pape François reconnait comme authentiques la guérison et le miracle attribués à l'intercession de Conchita. Le Saint-Père signe donc son décret de béatification. 
Le 6 mai 2023, Conchita est solennellement proclamée bienheureuse. La cérémonie se déroule à la cathédrale de Grenade et est présidée par le cardinal Marcello Semeraro.